# District de Belaga
Le district de Belaga (malais : Daerah Belaga) est un district administratif de l'État malaisien du Sarawak, qui fait partie de la Division de Kapit. La capitale du district est dans la ville de Belaga.

### Liens connexes
- Districts de Malaisie